# Sørbymagle Sogn
Sørbymagle Sogn 
ist eine Kirchspielsgemeinde (dän.: Sogn)
auf der Insel Sjælland im südlichen Dänemark.
Bis 1970 gehörte sie zur Harde Vester Flakkebjerg Herred im damaligen Sorø Amt, danach zur Hashøj Kommune im Vestsjællands Amt, die im Zuge der  Kommunalreform zum 1. Januar 2007 in der Slagelse Kommune in der Region Sjælland aufgegangen ist.
Im Kirchspiel leben 1545 Einwohner, davon 1099 im Kirchdorf (Stand: 1. Januar 2023).
Im Kirchspiel liegt die Kirche „Sørbymagle Kirke“.
Nachbargemeinden sind im Südosten Kirkerup Sogn, im Süden Gimlinge Sogn, im Westen Sludstrup Sogn und im Norden Antvorskov Sogn, ferner in der östlich benachbarten Sorø Kommune Lynge Sogn.